# Arco di Trionfo (Mosca)
La Porta Trionfale di Mosca (in russo Московские Триумфальные ворота?), più comunemente nota con il nome di "Arco di Trionfo" (in russo Триумфальная арка?), è un monumento di Mosca. Fu costruita tra il 1829 ed il 1834, sulla base del progetto dell'architetto italiano Giuseppe Bove, allo scopo di celebrare la vittoria russa nella Guerra patriottica del 1812 contro le armate di Napoleone Bonaparte.

## Storia e descrizione
L'arco trionfale fu costruito sul luogo in cui sorgeva una struttura in legno allestita nel 1814 presso la Piazza Tverskaja Zastava. Il monumento fu realizzato in mattoni e rivestito di concio. Le colonne e le statue furono invece costruite in ghisa. Mentre il progetto architettonico fu affidato a Giuseppe Bove, la realizzazione delle decorazioni fu realizzata da Ivan Timofeev e dall'italo-russo Giovanni Vitali. Quest'ultimo, in particolare, fu l'autore della quadriga che corona l'arco. Al monumento fu apposta anche un'iscrizione in russo e latino, approvata dallo zar Nicola I. Essa affermava:
L'arco fu distrutto nel 1936, in applicazione del piano di ricostruzione urbana voluto da Stalin ed affidato ad Aleksej Ščusev. Le sculture realizzate da Vitali furono trasferite presso un museo d'architettura allestito nell'ex monastero Donskoj. Dopo la seconda guerra mondiale fu previsto di ricostruire l'arco di fronte alla stazione ferroviaria Belorusskij, ma il progetto non fu realizzato.
Tra il 1966 ed il 1968 l'arco fu finalmente ricostruito nelle stesse forme di quello abbattuto nel 1936. Il luogo prescelto fu la Piazza della Vittoria, nella Prospettiva Kutuzovskij, vicino alla Collina Poklonnaja e Park Pobedy. Al momento della ricostruzione, l'iscrizione dedicata allo zar Alessandro I fu sostituita da un nuovo testo.
Il 31 maggio 2012 all'arco è stata aggiunta una statua raffigurante la dea Nike, personificazione della vittoria nella mitologia greca. Alla cerimonia di inaugurazione ha partecipato il Primo ministro della Federazione russa Dmitrij Medvedev.

## Note

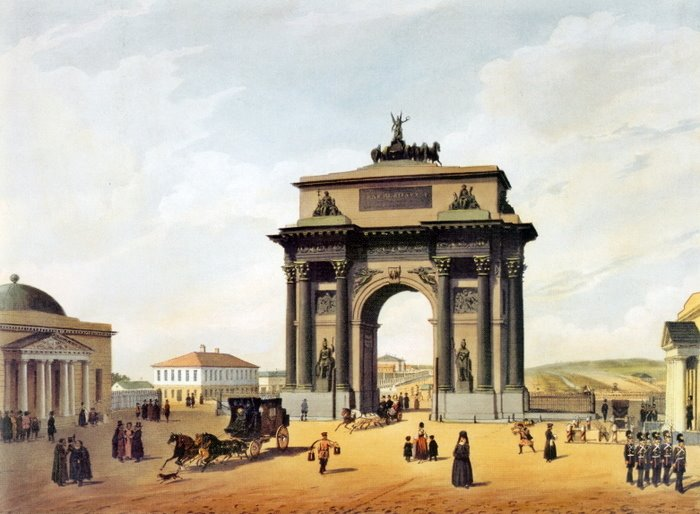
L'arco in una cartolina del 1848

## Galleria d'immagini

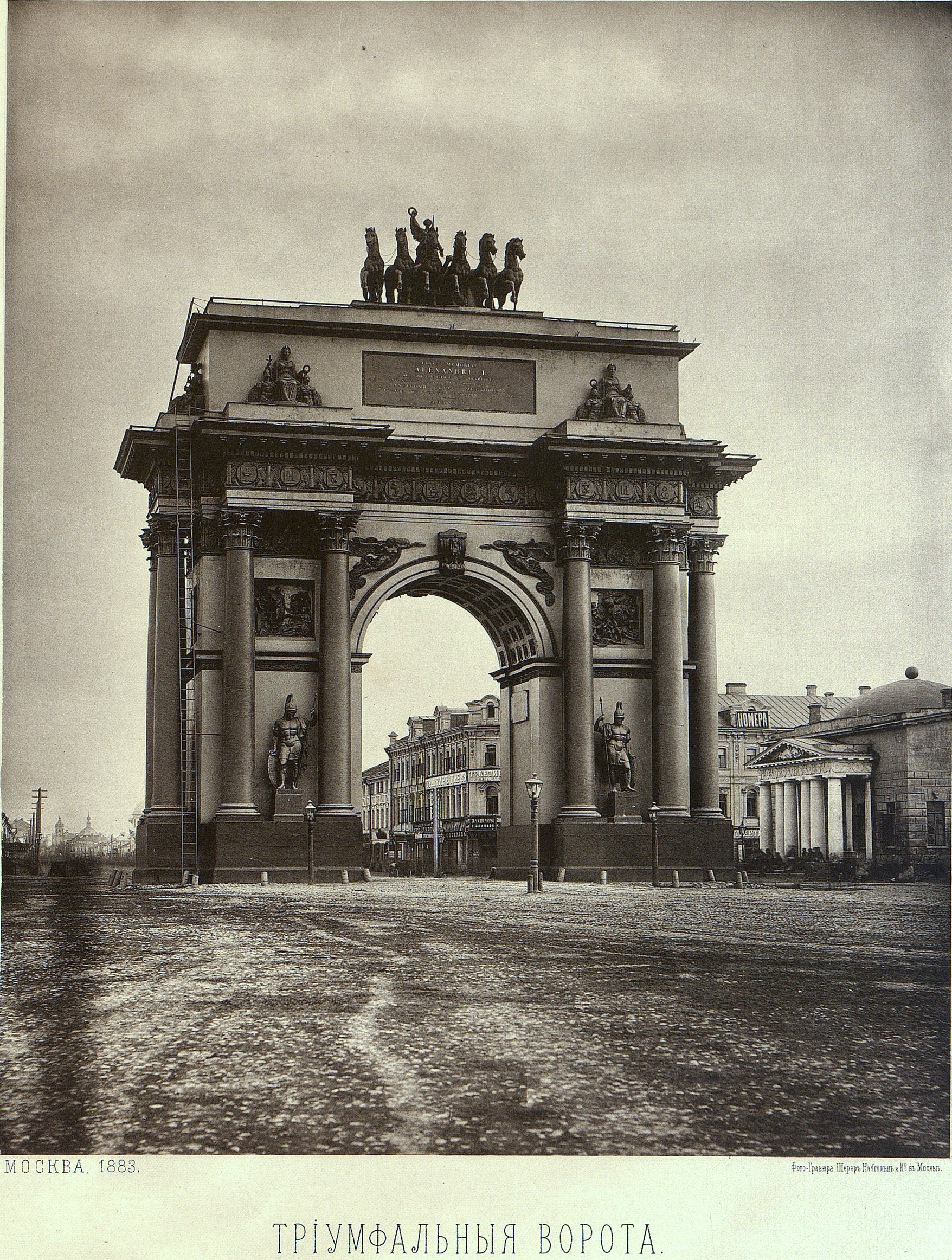
1884
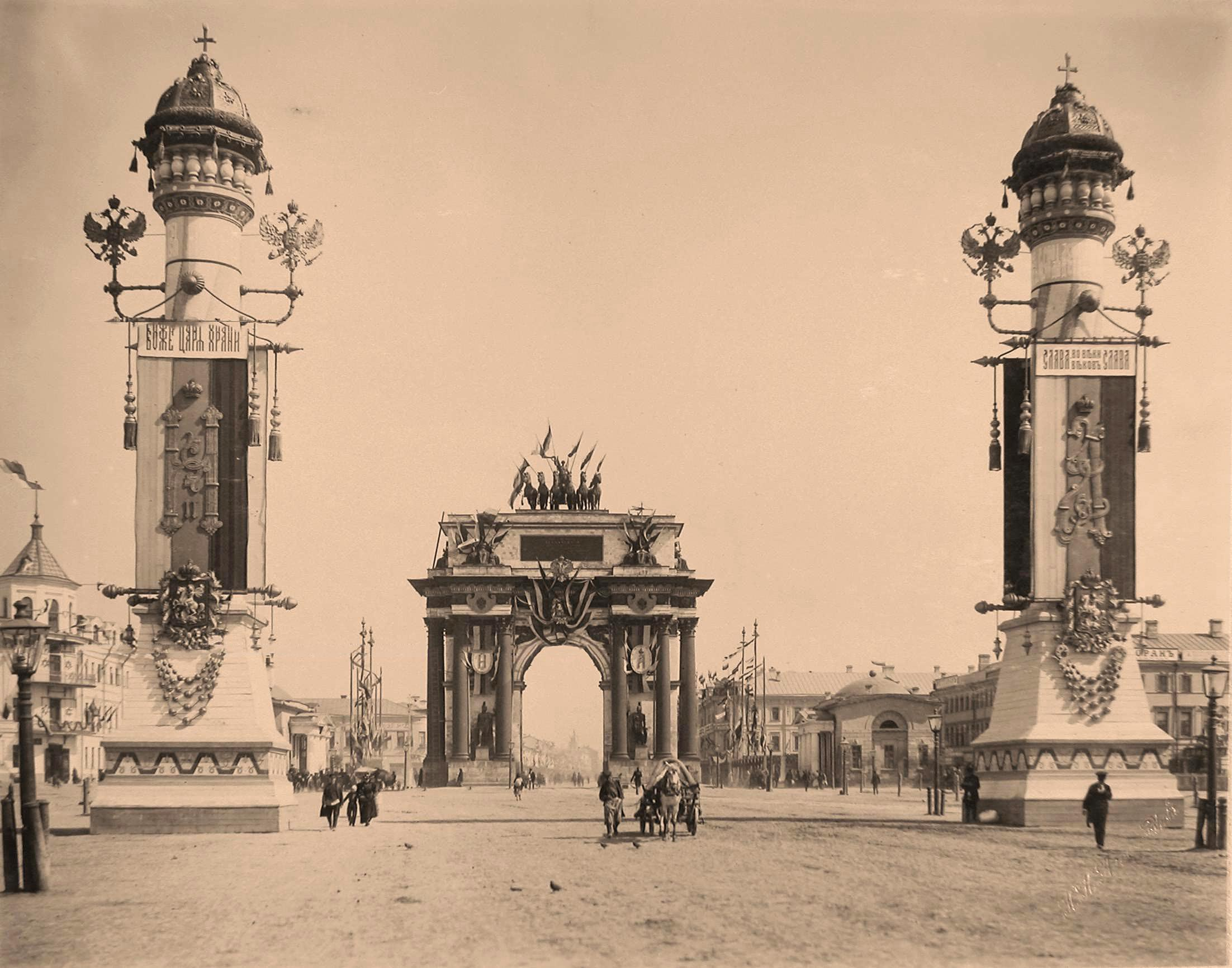
1896
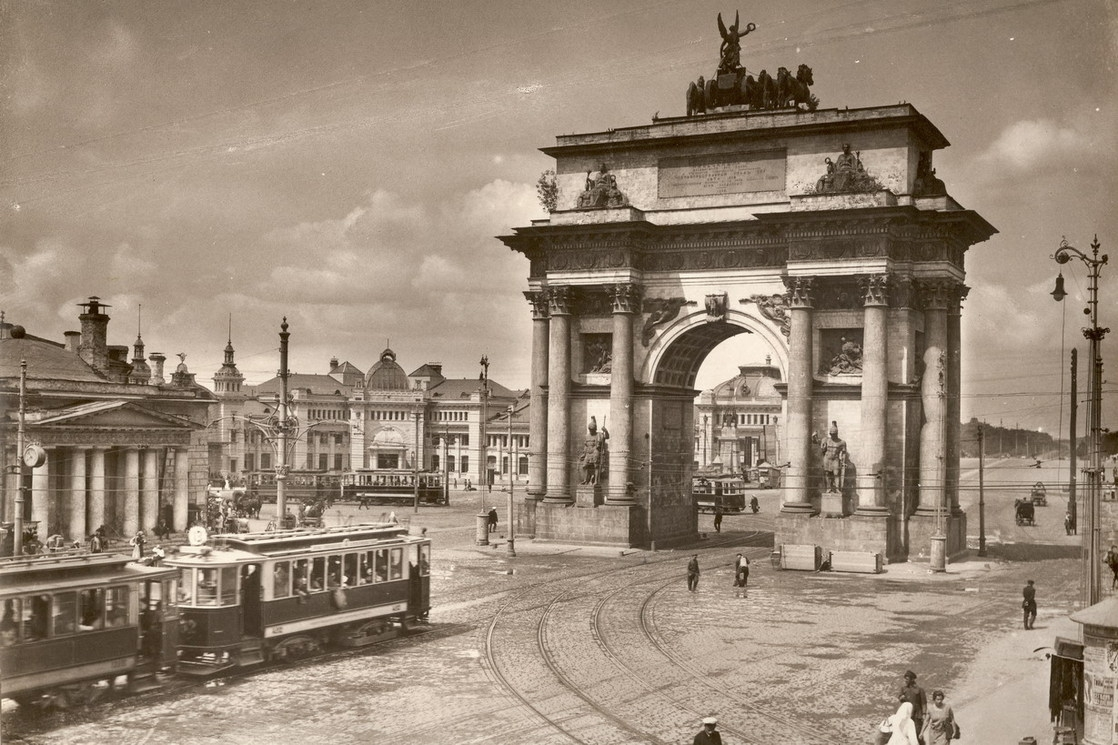
1920
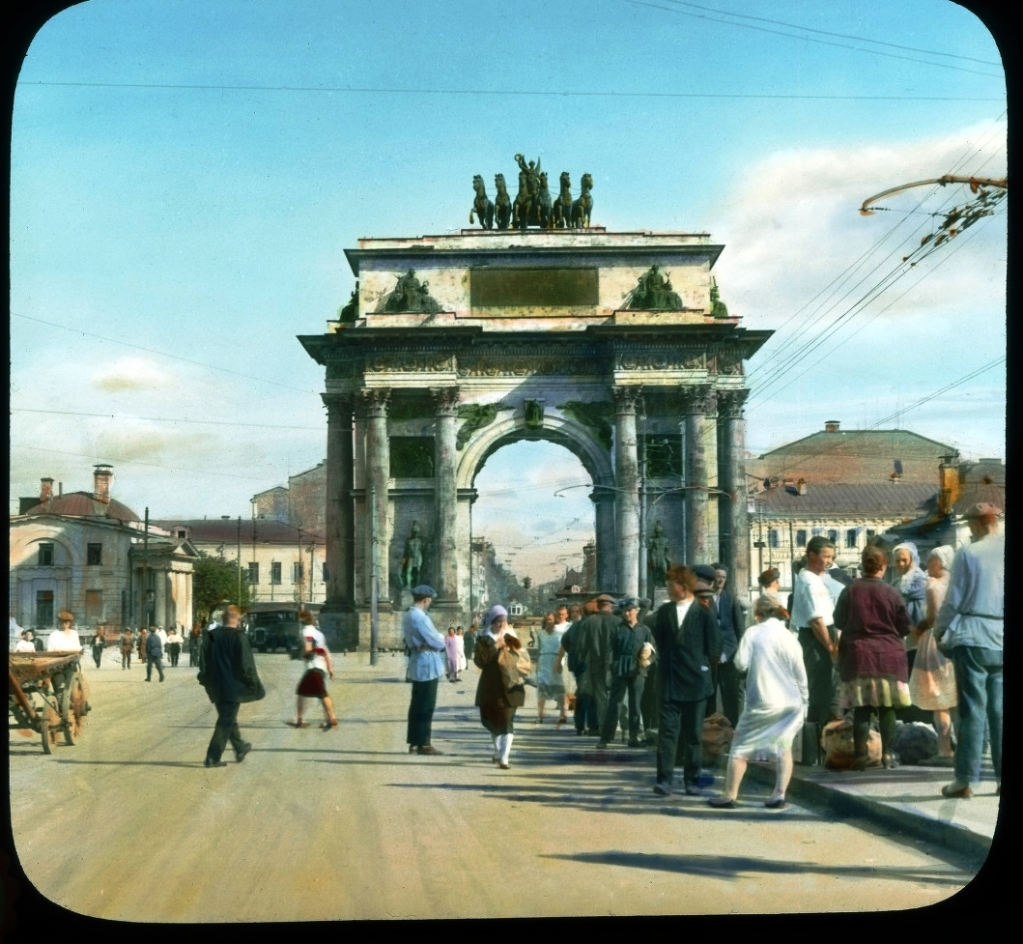
1931